# Diedrich Basedow
Diedrich Basedow (* 17. Juli 1930) ist ein ehemaliger deutscher Fußballschiedsrichter.

## Sportlicher Werdegang
Basedow leitete Spiele als Vertreter des Hamburger Fußball-Verbandes. Ab Ende der 1950er Jahre pfiff er Spiele in der Oberliga Nord und – nachdem diese 1963 durch die Bundesliga als höchste Spielklasse abgelöst worden war – in der neuen Liga. Parallel kam er in der zweitklassigen Regionalliga und der diesbezüglichen Aufstiegsrunde zur Bundesliga zum Einsatz, nach der Einführung der zweigleisigen 2. Bundesliga als Lizenzspielerliga unterhalb der Bundesliga 1974 wurde er dort mehrfach mit der Spielleitung betraut. Zudem leitete er Partien im deutschen Vereinspokal. 
Im Sommer 1977 beendete Basedow nach 90 Erstligaspielen, davon 48 in der Bundesliga, seine Schiedsrichterkarriere, griff aber im September des Jahres in der nunmehr drittklassigen Oberliga Nord wieder ins Geschehen ein. Schiedsrichter Klaus-Peter Zittrich hatte sich während des 2:2-Unentschieden ausgegangenen Spiels zwischen dem SV Union Salzgitter und dem SV Atlas Delmenhorst nach 22 Spielminuten einen Muskelfaserriss zugezogen und war durch den Linienrichter ersetzt worden, der seinerseits durch den zufällig anwesenden Basedow an der Seitenlinie ersetzt wurde.